# 프라티니 부분군
군론에서 프라티니 부분군(Frattini部分群, 영어: Frattini subgroup)은 어떤 군의, “매우 작은” 원소들만으로 구성된 정규 부분군이다. 구체적으로, “너무 작아서” 군을 생성할 때 불가결할 경우가 절대 없으며, 또한 모든 극대 진부분군에 속하는 원소들만으로 구성된다.

## 정의
군 {\displaystyle G}의 부분군들의 족을
{\displaystyle \operatorname {Sub} (G)}
라고 하자. 이는 부분 집합 관계에 따라서 부분 순서 집합을 이루며, 이는 사실 완비 격자를 이룬다. 이 완비 격자에서, 하한은 교집합이다. (그러나 상한은 합집합이 아니다.) 그 최대 원소는 물론 {\displaystyle G\in \operatorname {Sub} (G)}이다.
이제, {\displaystyle \operatorname {Sub} (G)\setminus \{G\}}의 극대 원소들의 집합
{\displaystyle \max(\operatorname {Sub} (G)\setminus \{G\})\subseteq \operatorname {Sub} (G)\setminus \{G\}}
을 생각하자. (이는 공집합일 수 있다.)
군 {\displaystyle G}의 원소 {\displaystyle a}가 다음 조건을 만족시킨다면, 비생성원(非生成元, 영어: non-generating element)라고 하자.
- 만약 부분 집합 {\displaystyle S\subseteq G}가 {\displaystyle G}를 생성하며, {\displaystyle a\in S}라면, {\displaystyle S\setminus \{a\}} 역시 {\displaystyle G}를 생성한다.

이제, 다음 두 부분 집합이 일치하며, 이를 {\displaystyle G}의 프라티니 부분군이라고 하고, {\displaystyle \operatorname {\Phi } (G)}로 표기한다.
- {\displaystyle \textstyle \bigcap \max(\operatorname {Sub} (G)\setminus \{G\})} (즉, {\displaystyle G}의 모든 극대 진부분군들의 교집합)
- {\displaystyle G}의 비생성원들의 집합

(여기서, {\displaystyle \textstyle \bigcap \varnothing =G}이다. 즉, 만약 극대 진부분군이 없다면, 프라티니 부분군은 {\displaystyle G} 전체이다.)

## 성질
군 {\displaystyle G}의 프라티니 부분군은 항상 {\displaystyle G}의 정규 부분군이다.
만약 {\displaystyle G}가 유한군이라면, 그 프라티니 부분군은 멱영군이다.
임의의 군 {\displaystyle G} 및 유한 정규 부분군 {\displaystyle N\vartriangleleft G}에 대하여,
{\displaystyle \Phi (N)\leq \Phi (G)}
이다.
임의의 두 유한군 {\displaystyle G}, {\displaystyle H}에 대하여,
{\displaystyle \operatorname {\Phi } (G\times H)=\operatorname {\Phi } (G)\times \operatorname {\Phi } (H)}
이다.

### p-군
번사이드 기저 정리(영어: Burnside basis theorem)에 따르면, 임의의 유한 p-군 {\displaystyle G}에 대하여, 다음이 성립한다.:140, §5.3.2
- {\displaystyle \Phi (G)=G^{p}G^{(1)}}. 여기서 {\displaystyle G^{p}}는 {\displaystyle G}의 원소의 {\displaystyle p}제곱들로 생성된 {\displaystyle G}의 부분군이며, {\displaystyle G^{(1)}}는 {\displaystyle G}의 교환자 부분군이다. 따라서, {\displaystyle \Phi (G)}는 {\displaystyle G/\Phi (G)}가 유한 개의 크기 {\displaystyle p}의 순환군의 직접곱이 되게 만드는, {\displaystyle G}의 최소의 정규 부분군이다.
- {\displaystyle [G:\Phi (G)]=p^{r}}라고 하자. 그렇다면, 만약 {\displaystyle S}가 {\displaystyle G}의 생성 집합이라면, {\displaystyle S'\subseteq S}이며, 크기가 {\displaystyle r}인 {\displaystyle G}의 생성 집합 {\displaystyle S'}이 존재한다. 특히, {\displaystyle G}의 임의의 극소 생성 집합의 크기는 {\displaystyle r}이다. 특히, {\displaystyle G}가 순환군일 필요충분조건은 {\displaystyle G/\Phi (G)}가 순환군인 것이다.

번사이드 기저 정리는 유한 p-군의 이론에서 여러 응용이 있다. 예를 들어, 임의의 유한 p-군 {\displaystyle G}의 극대 진부분군의 수는
{\displaystyle {\frac {[G:\Phi (G)]-1}{p-1}}}
이다.

## 예
크기 8의 정이면체군 {\displaystyle \operatorname {Dih} (4)}의 부분군들의 하세 도표는 다음과 같다.
이 경우, 극대 진부분군들은 위에서 둘째 줄의 세 부분군들이다. {\displaystyle \operatorname {Dih} (4)}의 프라티니 부분군은 이들의 교집합(하한)인, 셋째 줄의 가운데에 있는 부분군 {F, Ⅎ}이다.
초특별군의 프라티니 부분군은 그 중심과 일치하며, 소수 크기의 순환군이다.

### 극대 진부분군이 없는 군
유리수체의 덧셈군 {\displaystyle (\mathbb {Q} ,+)}을 생각하자. 이는 극대 진부분군을 갖지 않으며, 따라서 그 프라티니 부분군은 {\displaystyle \mathbb {Q} } 전체이다.
마찬가지로, 자명군은 극대 진부분군을 갖지 않으며, 그 진부분군은 자명군이다.

## 역사

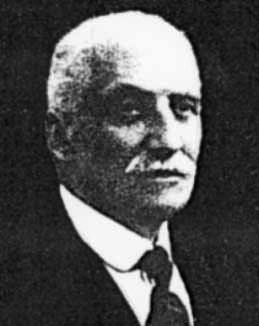
프라티니 (1900년대 촬영 사진)

조반니 프라티니(이탈리아어: Giovanni Frattini, 1852~1925)가 1885년에 도입하였다. 이 논문에서 프라티니는 프라티니 부분군의 두 정의가 서로 동치임을 증명하였다.

## 같이 보기
- 프라티니 논증

## 참고 문헌
1. ↑  Robinson, Derek J. S. (1996). 《A course in the theory of groups》. Graduate Texts in Mathematics (영어) 80 2판. 뉴욕: Springer-Verlag. doi:10.1007/978-1-4419-8594-1. ISBN 978-0-387-94461-6. ISSN 0072-5285. MR 1357169. Zbl 0836.20001.
2. ↑  Frattini, Giovanni (1885). “Intorno alla generazione dei gruppi di operazioni”. 《Atti della Reale Accademia dei Lincei. Serie Quarta》 (이탈리아어) 1: 281–285, 455–457. JFM 17.0097.01.